# Kazimierz Ruchalski
Kazimierz Ruchalski (ur. 28 stycznia 1898 w Sielcu, zm. 21 stycznia 1973 w Krotoszynie) – żołnierz armii niemieckiej, armii wielkopolskiej i starszy sierżant Wojska Polskiego. Uczestnik I wojny światowej, powstania wielkopolskiego, wojny polsko-bolszewickiej i II wojny światowej. Kawaler Orderu Virtuti Militari.

## Życiorys
Urodził się 28 stycznia 1898 w rodzinie Michała i Pelagii z d. Nowak. Absolwent szkoły powszechnej w Ludwikowie. W 1916 wcielony do armii niemieckiej. Brał aktywny udział w powstaniu wielkopolskim, walczył m.in. pod Zbąszyniem, Wolsztynem i Międzychodem. Następnie jako żołnierz 2 pułku strzelców Wielkopolskich w odrodzonym Wojsku Polskim walczył na frontach wojny polsko-bolszewickiej.
Szczególnie odznaczył się w 16 sierpnia 1920, gdzie „jako dowódca plutonu pod Łaskarzewem wziął do niewoli uciekającą baterię bolszewicką, z kompletnym wyposażeniem”. Za ten czyn został odznaczony Orderem Virtuti Militari.
Po zakończeniu działań wojennych żołnierz zawodowy w 3 kompanii swojego pułku stacjonującego w Krotoszynie. W kampanii wrześniowej także w szeregach 56 pułku strzelców Wielkopolskich. Podczas okupacji brał udział w działalności konspiracyjnej, za co został aresztowany i osadzony w Forcie VII w Poznaniu, a później w obozie Mauthausen-Gusen. Po uwolnieniu w 1945 wrócił do Krotoszyna i pracował tam jako urzędnik. Tam też zmarł 21 stycznia 1973.

## Ordery i odznaczenia
- Krzyż Srebrny Orderu Wojskowego Virtuti Militari nr 4634[1][2]
- Order Odrodzenia Polski[3]
- Krzyż Walecznych – czterokrotnie[3]
- Wielkopolski Krzyż Powstańczy[3]

## Życie prywatne
Od 1923 żonaty z Pelagią Bąkowską. Mieli troje dzieci.